# ادوارداس میکوچیاوسکاس
ادوارداس میکوچیاوسکاس (لیتوانیایی: Edvardas Mikučiauskas؛ ۲۳ اوت ۱۹۰۱ – ۲۱ فوریهٔ ۱۹۸۶) بازیکن فوتبال اهل لیتوانی بود.
از باشگاه‌هایی که در آن بازی کرده‌است می‌توان به باشگاه فوتبال کاونو ژالگیریس اشاره کرد.
وی همچنین در تیم ملی فوتبال لیتوانی بازی کرده‌است.